# Ott Tänak
Ott Tänak (Kärla, Estònia, 15 d'octubre de 1987) és un pilot de ral·lis, guanyador del Campionat Mundial de Ral·lis del 2019. El seu copilot actual és Martin Järveoja i actualment disputa el Campionat Mundial amb l'equip Hyundai Shell Mobis WRT.

## Trajectòria

### Inicis
Tänak guanya el Campionat de Ral·lis d'Estònia els anys 2008 i 2009 amb l'equip del excorredor mundialístic de ral·lis Markko Märtin. Precisament l'any 2009 realitza el seu primer ral·li del Campionat Mundial al Ral·li de Portugal. També al 2009 guanya el campionat Pirelli Star Driver, lo qual li permet de car al 2010 realitzar diferents ral·lis del Mundial a la categoria WRC3.

### M-Sport (2012-2017)
L'any 2012 fitxa per l'equip M-Sport on pilota un Ford Fiesta RS WRC. En les files del equip britànic disputarà el Mundial fins a la temporada 2017. Precisament la temporada 2017 és la més reeixida, on aconsegueix dues victòries a Itàlia i Alemanya, finalitzant tercer del Mundial.
Caldria destacar que en el Ral·li de Mèxic del 2015 sofrí un espectacular accident on el seu vehicle va acabar submergit dins d'un llac.

### Toyota (2018-2019)
De cara a la temporada 2018 Tanak fitxa per l'equip oficial Toyota per pilotar el Toyota Yaris WRC. La primera temporada guanya quatre ral·lis i acaba de nou el Mundial en tercera posició, mentre que a la següent temporada, guanya sis ral·lis i aconsegueix guanyar el Campionat Mundial de Ral·lis, trencant la ratxa de sis títols consecutius de Sébastien Ogier, així com la ratxa de quinze mundials consecutius amb victòria de pilot francès.
Malgrat alçar-se amb el títol mundial, Tanak decideix abandonar l'equip Toyoya i fitxar per l'equip coreà Hyundai.

### Hyundai (2020-2022)
La primera temporada amb Hyundai, Tanak guanya el Ral·li d'Estònia, però acaba tercer del Mundial. La següent temporada, la 2021, acaba en cinquena posició final, si bé guanya el Ral·li Àrtic.
La temporada 2022, Tänak finalitza el campionat en tercera posició, aconseguint la victòria en tres dels ral·lis disputats. No obstant, la relació amb l'equip no és bona i abans d'acabar la temporada anuncia la seva voluntat de deixar el fabricant coreà.

### M-Sport (2023)
De cara a la temporada 2023, Tänak fitxa de nou per l'equip M-Sport per pilotar un Ford Puma Rally1, aconseguint la victòria al Ral·li de Suècia i al Ral·li de Xile, així com un segon lloc al Ral·li de Croàcia i un tercer al Ral·li d'Europa central. No obstant, la manca de competitivitat del cotxe, provocà que abans d'acabar la temporada, Tänak anunciès el seu retorn a Hyundai per la següent temporada 2024.

### Hyundai (2024-actualitat)
L'any 2024 Tänak retorna a l'equip Hyundai, tenint de companys d'equip a Thierry Neuville, Esapekka Lappi i Dani Sordo. Aconsegueix dues victòries, a Sardenya i Europa Central. Arriba a la darrera prova del any, el Ral·li del Japó, amb possibilitats matemàtiques de guanyar el Campionat Mundial, però un accident als primers trams del darrer dia, quan encpçalava la prova, l'obliga a retirar-se, acabant el campionat en tercera posició i fent matemàticament campió mundial al belga Thierry Neuville.

## Victòries al WRC
| #  | Ral·li                  | Any  | Copilot         | Vehicle               |
| -- | ----------------------- | ---- | --------------- | --------------------- |
| 1  | Ral·li de Sardenya      | 2017 | Martin Järveoja | Ford Fiesta WRC       |
| 2  | Ral·li d'Alemanya       | 2017 | Martin Järveoja | Ford Fiesta WRC       |
| 3  | Ral·li de l'Argentina   | 2018 | Martin Järveoja | Toyota Yaris WRC      |
| 4  | Ral·li de Finlàndia     | 2018 | Martin Järveoja | Toyota Yaris WRC      |
| 5  | Ral·li d'Alemanya       | 2018 | Martin Järveoja | Toyota Yaris WRC      |
| 6  | Ral·li de Turquia       | 2018 | Martin Järveoja | Toyota Yaris WRC      |
| 7  | Ral·li de Suècia        | 2019 | Martin Järveoja | Toyota Yaris WRC      |
| 8  | Ral·li de Xile          | 2019 | Martin Järveoja | Toyota Yaris WRC      |
| 9  | Ral·li de Portugal      | 2019 | Martin Järveoja | Toyota Yaris WRC      |
| 10 | Ral·li de Finlàndia     | 2019 | Martin Järveoja | Toyota Yaris WRC      |
| 11 | Ral·li d'Alemanya       | 2019 | Martin Järveoja | Toyota Yaris WRC      |
| 12 | Ral·li de Gal·les       | 2019 | Martin Järveoja | Toyota Yaris WRC      |
| 13 | Ral·li d'Estònia        | 2020 | Martin Järveoja | Hyundai i20 Coupe WRC |
| 14 | Ral·li Àrtic            | 2021 | Martin Järveoja | Hyundai i20 Coupe WRC |
| 15 | Ral·li de Sardenya      | 2022 | Martin Järveoja | Hyundai i20 N Rally1  |
| 16 | Ral·li de Finlàndia     | 2022 | Martin Järveoja | Hyundai i20 N Rally1  |
| 17 | Ral·li d'Ypres          | 2022 | Martin Järveoja | Hyundai i20 N Rally1  |
| 18 | Ral·li de Suècia        | 2023 | Martin Järveoja | Ford Puma Rally1      |
| 19 | Ral·li de Xile          | 2023 | Martin Järveoja | Ford Puma Rally1      |
| 20 | Ral·li de Sardenya      | 2024 | Martin Järveoja | Hyundai i20 N Rally1  |
| 21 | Ral·li d'Europa central | 2024 | Martin Järveoja | Hyundai i20 N Rally1  |